# Oita Trinita
Oita Trinita (大分トリニータ), er en japansk professionel fodboldklub, baseret i Oita-præfekturet, og de spiller i J1 League.

## Historiske slutplaceringer
| Sæson | Niveau | Liga      | Placering | Kilde | Notering |
| ----- | ------ | --------- | --------- | ----- | -------- |
| 2020  | 1.     | J1 League | 11.       | [ 1 ] |          |
| 2021  | 1.     | J1 League | 18.       | [ 2 ] |          |
| 2022  | 2.     | J2 League | 5.        | [ 3 ] |          |
| 2023  | 2.     | J2 League | 9.        | [ 4 ] |          |
| 2024  | 2.     | J2 League | 16.       | [ 5 ] |          |

## Nuværende trup
Pr. 20. december 2021.